# شعب روز الحلقي
شعب روز الحلقي أو جزيرة روز المرجانية أو روز أتول، التي يطلق عليها أحيانًا جزيرة روز أو موتو أو مانو ("جزيرة الطيور") من قبل سكان جزر مانوا، هي جزيرة مرجانية محيطية داخل أراضي ساموا الأمريكية التابعة للولايات المتحدة. وهي ملجأ للحياة البرية وغير مأهولة بالبشر، وهي أقصى نقطة جنوبية تابعة للولايات المتحدة. تبلغ مساحة الأرض 0.05 كيلومتر مربع (12 فدانًا) فقط عند ارتفاع المد. تبلغ المساحة الإجمالية للجزيرة المرجانية، بما في ذلك البحيرة الشاطئية والشعاب المرجانية، 6.33 كيلومتر مربع (1560 فدانًا). توجد قناة تؤدي إلى البحيرة الشاطئية إلى الغرب من أقصى الشمال مباشرةً، ويبلغ عرضها حوالي 80 مترًا. هناك جزيرتان صغيرتان على الحافة الشمالية الشرقية للشعاب المرجانية، جزيرة روز الأكبر في الشرق (ارتفاعها 3.5 متر) وجزيرة الرمل غير الخضرية في الشمال (ارتفاعها 1.5 متر). يُدار المعلم التذكاري الوطني البحري لشعب روز الحلقي الذي يقع على الجزيرتين المتميزتين في الجزيرة المرجانية بشكل تعاوني بين المؤسسة الأمريكية للأسماك والحياة البرية وحكومة ساموا الأمريكية.
تعد الجزيرة المرجانية مربعة تقريبًا وهي واحدة من أصغر الجزر المرجانية في العالم، حيث تبلغ مساحتها 2.6 × 2.7 كيلومتر (1.62 × 1.68 ميل) فقط. وهي أيضًا الجزيرة المرجانية الوحيدة في جزر ساموا. (جزيرة سوينز هي أيضًا جزيرة مرجانية، ولكنها سياسيًا فقط تتبع ساموا الأمريكية، وليس جغرافيًا).
جزيرة شعب روز الحلقية معزولة تمامًا، وأقرب جزيرة إليها هي جزيرة تاو، على بعد 140 كم (87 ميل) من الغرب الشمالي.